# Kirá Chao
Pour les articles homonymes, voir Kira.
Kirá Chao est un chanteur brésilien, né en 1999 à Fortaleza, ville du Nordeste brésilien et qui s'est installé à Brasilia. Il se présente volontiers sous son prénom, Kirá, éludant son patronyme, Chao, mais est le fils de Manu Chao.

## Biographie
Kirá Chao est né en 1999 à Fortaleza, ville du Nordeste brésilien. Il est le fils du chanteur, auteur-compositeur-interprète et musicien franco-espagnol Manu Chao, devenu dans dans les années 1980 et 1990 une figure majeure du rock français et de la musique latine avec son groupe Mano Negra, puis ayant effectué une carrière solo internationale. 
Dans le livre Clandestino, à la recherche de Manu Chao de Peter Culshaw, on apprend que Manu Chao a eu une brève relation avec une Brésilienne lors d'un voyage en Amazonie, d'où ce fils qui se nomme Kirá, ce qui veut dire l'oiseau qui s'envole en langue guarani. Manu Chao voit ce fils dès qu'il peut et est resté  très attaché à la région où est né son enfant, au nord du Brésil (Ceará). Le grand-père maternel de Kirá lui fait connaître enfant les grands de la musique du Nordeste, dont Luiz Gonzaga, le roi du baião, et d’autres chanteurs de cette région d’où vient aussi le forró, musique et danse traditionnelle de cette région du Nord-Est du Brésil. En début d'adolescence, il s'installe avec sa mère à Brasilia.
Son père lui fait vivre la musique en l'amenant à se produire sur scène, dans des lieux à taille humaine, ou encore chez des amis. Kirá devient comme son père un musicien et un chanteur. Il se produit notamment (avec son père) à Sarlat et à La Boule Noire à Paris, en 2017, puis dans différentes scènes de concert et différents pays. Il joue à Tadoussac (Québec), à Port-Alfred (Québec) et en Colombie-Britannique. Ses véritables débuts professionnels datent de 2019 avec le groupe Kirá e a Ribanceira, avec lequel il produit un premier album, Semente de Peixe. Puis en 2023, il publie un album solo, regroupant des chansons à la tonalité plus intimistes, Olho Açude.
Il est invité du festival international Nuits d'Afrique en 2024. C'est un festival de musiques africaines, caribéennes et latines ayant lieu tous les ans au mois de juillet dans la ville de Montréal (Québec). Il se détache progressivement  de la figure tutélaire paternelle, et s'inspire librement de la culture populaire de son pays natal,  le Brésil, et de la Colombie.  Il associe des rythmes du Nordeste et d'autres influences sud-américaines, forró, baião, maracatu, salsa, cumbia, etc. Il est également invité dans les Yvelines par la municipalité de Houilles en 2025, pour la fête de la Musique de cette année-là. Sur scène, il brandit aussi le drapeau de la Palestine.